# Transtage 5
Transtage 5 – amerykański człon rakietowy Transtage, obciążony ołowiem, który 18 czerwca 1965 roku w ramach testów osłony aerodynamicznej rakiet Titan został umieszczony na orbicie okołoziemskiej.

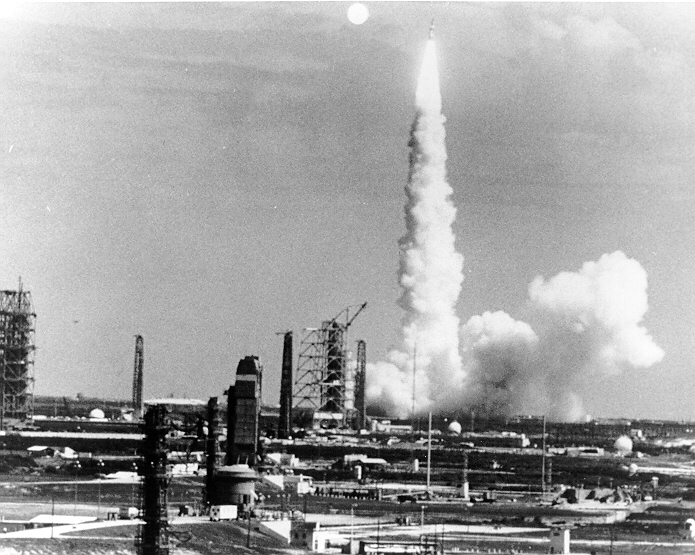
Start rakiety Titan IIIC z członem Transtage 4